# Acalolepta speciosa
Acalolepta speciosa es una especie de escarabajo del género Acalolepta, familia Cerambycidae. Fue descrita científicamente por Gahan en 1888.
Habita en China, Taiwán y Vietnam. Mide entre 14 y 26 mm. El período de vuelo de esta especie ocurre en los meses de abril y junio.